# Середнє Мале
Сере́днє Мале́ (пол. Serednie Małe) — село в Польщі, у гміні Чорна Бещадського повіту Підкарпатського воєводства. Колишнє бойківське село, в рамках договору обміну територіями 1951 року все українське населення насильно переселено.